# Nękanie właściciela znaku towarowego
Nękanie właściciela znaku towarowego (ang. trademark bullying) – zgodnie z definicją określoną przez Urząd Patentów i Znaków Towarowych Stanów Zjednoczonych jest to praktyka stosowana przez posiadaczy znaków towarowych wykorzystujących spory sądowe do egzekwowania swoich praw do znaków towarowych, wykraczających przy tym poza zakres tych praw. Oznacza to, że niektóre przedsiębiorstwa zakładają spory sądowe lub używają innych taktyk procesowych przeciwko właścicielom znaków towarowych, aby zniechęcić lub zmusić ich do zaprzestania używania swoich znaków.
Czasami trademark bullying może także przyjąć formę listu zawierającego groźbę skierowania sprawy do sądu w przypadku niezastosowania się do żądania zaprzestania używania danego znaku towarowego.

## Przykładytrademark bullying
Jednym z najbardziej widowiskowych przykładów trademark bullying jest sprawa wystąpienia Nissan Motors przeciwko Uziemu Nissanowi – właścicielowi przedsiębiorstwa Nissan Computer, a także domen nissan.com oraz nissan.net. Od grudnia 1999 roku przedsiębiorstwo motoryzacyjne Nissan przy pomocy szeregu działań procesowych, bezskutecznie próbuje podważyć prawo własności zarówno do znaków towarowych, jak i domen internetowych. Praktyka ta oprócz charakterystycznych cech dla trademark bullying nosi także znamiona innego szeroko zwalczanego procederu noszącego nazwę „reverse domain name hijacking”.
Żaden z sądów nie podzielił stanowiska Nissan Motors, a wszystkie sprawy zostały oddalone.